# VP8
VP8 é o codec de vídeo mais recente da On2 Technologies, desenvolvido para substituir seu precedente VP7. Foi anunciado em 13 de setembro de 2008.

No dia 19 de Março de 2010, a Google (adquiriu On2 em 2010), durante a conferência I/O, liberou o VP8 (codec que tem uma das mais avançadas tecnologias de compressão) sob código aberto.
O anúncio faz parte do projeto WebM, uma parceria do Google com Opera e Mozilla, além de 40 empresas de hardware e software.
Até o momento, o projeto é o maior esforço já feito para promover vídeo universal aberto para a internet, utilizando HTML5. Ele chega para competir com a iniciativa de uso do codec proprietário H.264, apoiado por Microsoft e Apple, entre outras. Resta agora esperar para ver como o mercado vai reagir às vantagens e desvantagens de cada um deles.